# Bart-Jan Depraetere
Bart-Jan Depraetere (Gent, 29 december 1974) is een Belgisch dj en radiopresentator. Hij presenteerde op de Vlaamse zender Joe.

## Loopbaan

### TOPradio en Qmusic
Depraetere was als presentator lange tijd te horen op TOPradio en was tussen 2001 en 2019 een van de vaste stemmen van Qmusic. Depraetere was op 12 november 2001 een van de pioniers bij de start van Qmusic, evenals onder anderen Sven Ornelis, Erwin Deckers, Peter Verhoeven, Herbert Bruynseels en Carl Schmitz. Van het gezelschap bleef hij het langst aan boord: hij verliet de zender eind 2019, na achttien jaar dienst. Doorheen de jaren presenteerde hij op Qmusic vooral overdag op weekdagen. Daarnaast nam hij van oktober 2009 tot juni 2014 ook de zaterdagse Top 40 Hitlist voor zijn rekening. 
Per september 2015 verkaste hij naar het weekend waar hij eerst op zaterdagavond het danceprogramma Shut Up & Dance maakte en later de weekendochtendshow, gecombineerd met vervangbeurten tijdens de werknamiddagen. 

### Joe
Begin januari 2020 stapte Depraetere over naar zusterzender Joe, waar hij aanvankelijk iedere werkdag van 19u-21u Best of 70s-80s & 90s presenteerde met vlak ervoor (18u-19u) ook een uur lang Singalong.
Van augustus 2022 tot maart 2025 presenteerde hij elke werkdag het ochtendblok Soulmates op Joe (van 10u-13u) samen met Heidi Van Tielen. Hij werkte tot 13 maart 2025 voor Joe.

### Overig dj-werk
Depraetere is ook actief als dj op diverse feestgelegenheden. In die hoedanigheid was hij tussen 2013 en 2019 ook een vaste waarde op de Q-Party die Qmusic op wisselende locaties doorheen het land organiseert. 
Hij was ook vaste DJ op elke Foute Party van Qmusic.